# 谷岡賀美
谷岡 賀美（たにおか よしみ）は、日本の元検察官。
大阪地方検察庁公判部長のとき、障害者郵便制度悪用事件の捜査において前田恒彦による証拠改ざんの可能性の報告を受けながら特捜部に対応を一任したとして、大阪高等検察庁検事に異動となった。同年12月には、フロッピーディスクの改ざんの疑いを把握したのに被告側に告知するなどの適正な措置を講じなかったことや、前田を公判に立ち会わせたことを理由として、法務大臣から戒告の懲戒処分を受けた。その後、2012年3月末で検察官を辞職した。